# Dan Iuga
Dan Iuga, né le 13 novembre 1945 à Târgu Ocna, est un tireur sportif américano-roumain.

## Palmarès

### Pour la Roumanie

#### Jeux olympiques d'été
- Jeux olympiques d'été de 1972 de Munich
  -  Médaille d'argent en pistolet libre à 50 m[1]

#### Championnats du monde
- Championnats du monde 1974 à Thoune
  -  Médaille d'or en pistolet à percussion centrale à 25 m
  -  Médaille de bronze en pistolet à percussion centrale à 25 m par équipe

#### Championnats d'Europe
- Championnats d'Europe 1972 à Belgrade
  -  Médaille d'or en pistolet à air

### Pour les États-Unis

#### Jeux panaméricains
- Jeux panaméricains de 1995
  -  Médaille d'or en pistolet à percussion centrale à 25 m
  -  Médaille d'or en pistolet à tir rapide à 25 m